# Lerista taeniata
Espèce
Synonymes
- Lerista aericeps taeniata Storr, 1986

Statut de conservation UICN

 LC  : Préoccupation mineure
Lerista taeniata est une espèce de sauriens de la famille des Scincidae.

## Répartition
Cette espèce est endémique d'Australie. Elle se rencontre dans le Territoire du Nord, en Australie-Méridionale et en Australie-Occidentale.

## Publication originale
- Storr, 1986 : A new species of Lerista (Lacertilia: Scincidae) with two subspecies from central Australia. Records of the Western Australian Museum, vol. 13, no 1, p. 145-149 (texte intégral).